# Hans Küchler (Grafiker)
Hans Küchler (* 18. Juli 1929 in Stans; † 2. September 2001 in Olten; heimatberechtigt in Kerns) war ein Schweizer Grafiker, Aquarellist, Glasmaler, Illustrator und Objektkünstler.

## Leben
Hans Küchler, genannt «Kü», machte nach der Lehre als Maschinenzeichner (Flugzeugzeichenlehre) in den Pilatus-Flugzeugwerken von 1948 bis 1952 eine Grafikerlehre an der Kunstgewerbeschule Luzern bei Werner Andermatt und Max von Moos. Anschliessend arbeitete er in der Nahrungsmittelfirma Wander AG bei Bern und später bei PKZ in Zürich. Dort wurde er Leiter der Dekorationsabteilung. Küchler liebte alles, was fliegen konnte, und so war die Berufung als Lehrer für Modellbau an der Kunstgewerbeschule Luzern sehr willkommen.
Als Hugo Wetli 1956 seinen grafischen Dienst als Dekorateur bei der Herrenkleiderfirma «Kleider Frey AG» in Wangen bei Olten aufgab, wurde er dessen Nachfolger. Ab dann lebte Küchler in Olten, wo er auch seine Frau Rosmarie kennen lernte, mit der er eine Tochter hatte.
Von 1962 bis 1994 war Küchler Chefgrafiker bei der Schweizerischen Verkehrszentrale. Mit seinen preisgekrönten Plakaten und Grafiken prägte er über Jahre die Schweizer Tourismuswerbung. Nach einem Unfall 1972 arbeitete er nur noch halbtags für die Verkehrszentrale und widmete sich als freischaffender Künstler in seinem Atelier an der Zielempgasse 12 in Olten seinen eigenen Projekten. Für den Nebelspalter zeichnete Küchler in den 1960er Jahren kritische und politische Stellungnahmen.
Ab 1979 begann Küchler mit Glas zu arbeiten. Sein grösstes Werk machte er für den Bahnhof Olten. Dieses wurde in der Glasi Hergiswil angefertigt und 1982 fertiggestellt.
Küchler arbeitete an unzähligen Ausstellungen mit, an Katalogen und Plakaten, half beratend und war ein engagiertes Mitglied im Kunstverein Olten. Er illustrierte Bücher, schuf Signete, Plakate und Werke im öffentlichen und halböffentlichen Raum von Olten. Er gewann u. a. den Wettbewerb der internationalen Coca-Cola Company Schweiz.
Küchler erhielt zahlreiche Auszeichnungen, u. a. vom Departement des Innern in Bern, vom Kanton Solothurn, den Kunstpreis der Stadt Olten, den Schweizerischen Aquarellpreis, den Preis des Comptoir Suisse in Lausanne und den Preis des Art Directors Club New York. 1986 erhielt er an der internationalen Humor-Messe in Bordighera die Goldmedaille.
Der Nachlass von Hans Küchler, ein Fundus an Zeichnungen, Aquarellen, Grafiken, Karikaturen, Fotografien, Glasarbeiten, Plakatentwürfen, SVZ-Archivmaterialien und Teilen seiner persönlichen Bibliothek, wird im Kunstmuseum Olten aufgearbeitet.